# Wistawanda
Wistawanda fou una ciutat situada a l'est d'Hattusa, a la Terra Alta Hitita, on va tenir lloc la batalla de Wistawanda, que va posar gairebé fi a tres segles d'atacs kashka contra els hitites.
La ciutat kashka de Pishuru tenia la direcció de les forces kashka; per l'altra banda estava Hattusilis, futur rei Hattusilis III, que havia estat nomenat rei vassall d'Hakpis. Els kashka tenien més de 800 carros de combat i gran nombre d'infants i els hitites molts menys carros (Muwatallis II només va enviar 120 carros i no va enviar infanteria, i Hattusilis segurament no va poder posar en combat més de 500 carros i un nombre limitat d'infants). La batalla estava igualada i s'hauria decantat segurament pels kashka donada la seva superioritat, si no hagués estat per la mort del cap kashka durant el combat. Llavors l'exèrcit kashka es va desbandar i els hitites van guanyar la batalla.
Hattusilis va erigir una estela commemorativa a Wistawanda.
Després de la batalla la reconquesta de les ciutats hitites que havien ocupat els kashka, ja fou senzilla. Tot i la poca ajuda rebuda de son germa Muwatallis II, Hattusilis encara va poder enviar tot seguit forces a son germà per la batalla amb Egipte que es va lliurar a Cadeix, a Síria.